# 宇都宮市立西原小学校
宇都宮市立西原小学校（うつのみやしりつ にしはらしょうがっこう）は、栃木県宇都宮市西原にある公立小学校。

## 沿革
- 1909年（明治42年）4月 - 宇都宮尋常小学校西校の仮分教場として授業開始[1]。
- 1910年（明治43年）4月 - 宇都宮市宇都宮西原尋常小学校として開校。
- 1918年（大正7年）3月 - 校旗制定樹立。
- 1932年（昭和7年）4月 - 戸祭小学校に西原大谷街道・桜町地区を分離。
- 1941年（昭和16年）4月1日 - 国民学校令により宇都宮市西原国民学校と改称。
- 1945年（昭和20年）9月 - 西校児童が本校に通学し2部授業を開始。
- 1947年（昭和22年）4月1日 - 学制改革により宇都宮市立西原小学校と改称。
- 1948年（昭和23年）3月 - 校歌を制定。
- 1949年（昭和24年）4月 - 宇都宮市立桜小学校創立のため学区縮小。
- 1958年（昭和33年）4月 - 宇都宮市立富士見小学校創立により学区縮小。
- 1970年（昭和45年）4月 - 宇都宮市立宮の原小学校創立により学区縮小。
- 1971年（昭和46年）9月 - 校舎新築第1期工事開始（鉄筋4階建北校舎）。
- 1973年（昭和48年）9月 - 校舎新築第2期工事開始（鉄筋4階建南校舎）。
- 1975年（昭和50年）12月 - 体育館完成。
- 1996年（平成8年）2月 - 校舎内大規模改造工事開始。
- 2006年（平成18年）9月 - 校舎耐震補強工事完了。

## 児童数
開校時の1910年（明治43年）は1027名（16学級）、ピークの1948年（昭和23年）は2790名（45学級）、1989年（平成元年）は477名（13学級）、2021年（令和3年）は289名（14学級）となっている。

## 通学区域
通学区域は以下の通りである。
- 宇都宮市
  - 明保野町の一部
  - 一条3丁目の一部、4丁目の一部
  - 菊水町
  - 京町
  - 新町1丁目 - 2丁目
  - 大寛2丁目の一部
  - 西2丁目の一部、3丁目の一部
  - 西原1丁目 - 3丁目
  - 花園町
  - 花房1丁目の一部、2丁目の一部、3丁目
  - 花房本町
  - 操町の一部
  - 六道町の一部

## 進学先中学校
- 宇都宮市立一条中学校

中学受験などを受け、宇都宮大学共同教育学部附属中学校や私立中学校へ進学する場合もある。